# Mindanaobosijsvogel
De mindanaobosijsvogel (Actenoides hombroni) is een ijsvogel die alleen voorkomt in de Filipijnen. De soortsaanduiding verwijst naar Jacques Bernard Hombron.

## Algemeen
De mindanaobosijsvogel is een gemiddeld grote bosijsvogel die behoorlijk bont gekleurd is. Het mannetje van deze soort heeft een zwart voorhoofd en een donkerblauwe kruin, nek en staart. Ook bij de kin zit een donkerblauwe plek. De hals is wit, de zijkant van de kop tot aan de bovenkant van de vleugels roodbruin. De rug en vleugels zijn groenachtig blauw met roodbruine plekken. De buik en onderzijde van de staart en vleugels zijn licht roodbruin tot wit. Het vrouwtje verschilt enigszins van het mannetje. Zo heeft zij een donkergroene kruin met daardoorheen blauw en roodbruin. De achterkant van de kop is groenachtig blauw en de plek aan de zijkant van de kop roodbruin met zwart daardoorheen. De snavel is bij beide oranje, de ogen bruin en de poten donkeroranje. Een juveniel lijkt op een volwassen exemplaar.
Deze soort wordt inclusief staart zo'n 28 centimeter en heeft een vleugellengte van 12 centimeter.

## Verspreiding  en leefgebied
De mindanaobosijsvogel komt alleen op het eiland Mindanao voor. Daar leven ze alleen of in paartjes oerwouden en bossen op een hoogte van ongeveer 1000 tot 2000 meter boven zeeniveau. Daar zijn ze soms te vinden in de buurt van stromend zoetwater en vaak in donkere hoekjes dicht bij de grond.

## Voedsel
De mindanaobosijsvogel leeft van insecten, slakken, kreeftachtigen en kleine gewervelden.

## Voortplanting
Deze vogelsoort paart in de maanden maart tot en met mei. Over het nest en de eieren is niets bekend.

## Status
De grootte van de populatie wordt geschat op 2500-10.000 volwassen vogels en dit aantal neemt snel af door verlies aan geschikt habitat. Op de Rode lijst van de IUCN heeft deze soort daarom de status kwetsbaar.